# Warscheneck
Warscheneck är ett berg i Österrike.   Det ligger i distriktet Kirchdorf och förbundslandet Oberösterreich, i den centrala delen av landet, 170 km väster om huvudstaden Wien. Toppen på Warscheneck är 2 388 meter över havet, eller 659 meter över den omgivande terrängen. Bredden vid basen är 13,4 km. Warscheneck ingår i Totes Gebirge.
Terrängen runt Warscheneck är bergig västerut, men österut är den kuperad. Närmaste större samhälle är Liezen, 9,5 km söder om Warscheneck. 
I omgivningarna runt Warscheneck växer i huvudsak blandskog. Runt Warscheneck är det ganska glesbefolkat, med 45 invånare per kvadratkilometer.